# Svjatoslav II av Kiev
Svjatoslav II av Kiev, född 27 december 1027, död 1076 i Kiev, var furste av Tjernigov från 1054 till 1073 och storfurste (velikij knjaz) av Kiev från 1073 fram till sin död.